# Orangeville (Utah)
Orangeville je město v okresu Emery County ve státě Utah ve Spojených státech amerických. K roku 2000 zde žilo 1 398 obyvatel. S celkovou rozlohou 3,4 km² byla hustota zalidnění 414,5 obyvatel na km².